# Томас фон Фрундсберг
Томас фон Фрундсберг (на немски: Thomas von Frundsberg; † 1497) е благородник от род Фрундсберг в Тирол и господар на Минделхайм в Швабия.

## Произход
Той е син на рицар Улрих фон Фрундсберг († 11 август 1501), господар на Минделхайм (1467), и съпругата му Барбара фон Рехберг († 17 март 1506), дъщеря на Беро I фон Рехберг († 1462) и Барбара фон Ротенбург († 1462), дъщеря на Хайнрих VI фон Ротенбург († 1411) и Агнес фон Верденберг-Хайлигенберг-Блуденц († 1436). Брат е на Улрих фон Фрундсберг († 1493) е княжески епископ на Тренто (1488 – 1493) и Георг фон Фрундсберг (1473 – 1528), водач на ландскнехтите.
През 1467/1468 г. баща му продава собствеността си в Тирол и заедно със съпругата му Барбара фон Рехберг купува господството Минделхайм в Швабия.

## Фамилия
Томас фон Фрундсберг се жени за Урсула фон Валдбург († сл. 1517), дъщеря на Йохан цур Траухбург (1438 – 1504) и графиня Анна фон Йотинген (1450 – 1517), дъщеря на Вилхелм I фон Йотинген († 1467) и Беатрикс дела Скала († 1486). Те имат 11 деца:
- Ханс († 27 маай 1529, Айхщет), 1501 господар на Минделхайм (1501), домхер в Аугсбург (1502), в Айхщет (1527), записва се 1503 г. да следва във Фрайбург в Брайзгау, 1509 – 1513 домхер в Бриксен (отказва се), 1513 – 1515 каноник в Елванген (отказва се)
- Улрих, 1501 г. господар на Минделхайм, рицар на Немския орден
- Томас († 13 ноември 1525, погребан в Боцен), 1502 г. господар на Минделхайм, женен пр. 10 януари 1516 г. с Маргарета фон Нидертор († сл. 1549); тя се омъжва II. път с граф Кристоф фон Лупфен-Щюлинген († 1546/1548)
- Каспар, ок. 1510 г. домхер в Аугсбург, 1513 – 1524 г. домхер в Бриксен (отказва се)
- Кристоф († 1523, Испания), 1501 г. господар на Минделхайм
- Адам, 1501 г. господар на Минделхайм
- Ирмела (Ирмгард), монахиня в манастир Кьонигсфелден, умира в дворец Валдзее
- Урсула († 1514), омъжена с Хайнрих фон Щайн цу Хюрбен
- Анна († 1521), омъжена с Хайнрих фон Нусдорф, марсчал в архиепископство Залцбург
- Барбара фон Фрундсберг, омъжена на 30 януари 1514 г. с Георг II фон Рехберг († 1549/1555)[3]
- Магдалена († 1520), омъжена с Роланд фон Шрофенщайн